# Rynna polodowcowa

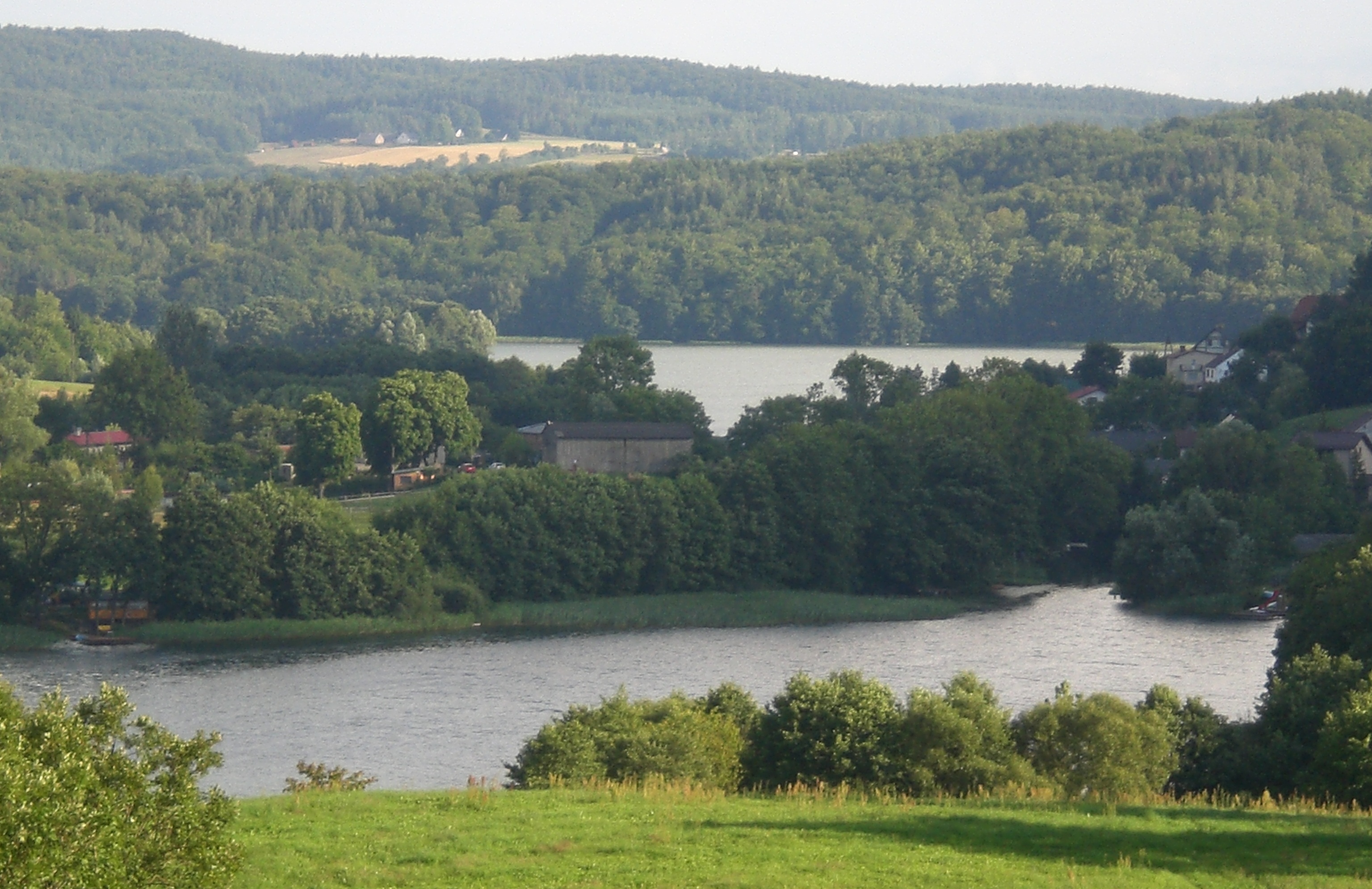
Rynnowe Jeziora Raduńskie na terenie Szwajcarii Kaszubskiej

Rynna polodowcowa (rynna subglacjalna), dolina rynnowa – podłużne formy powierzchniowe Ziemi powstające pod powierzchnią lodowca (głównie lądolodu) wskutek erozji przez wody podlodowcowe. Stanowią one prostolinijne lub lekko kręte zagłębienia szerokości od kilkuset metrów do 2–3 km i długości nieraz kilkudziesięciu kilometrów, o stromych wysokich krawędziach z obu stron. Przebieg rynny nawiązuje do biegu i siły erozyjnej rzeki podlodowcowej. Po ustąpieniu lodowca rynny polodowcowe są wypełnione martwym lodem, co zapobiega zasypaniu przez morenę denną lub piaski sandrowe.
Profil podłużny dna rynny nie ma równomiernego spadku (jak to jest w przypadku dolin rzecznych), lecz wykazuje liczne mniejsze i większe zaklęsłości i wzniesienia. Niekiedy na dnie rynny ciągnie się oz, a jeszcze częściej spotyka się na jednej linii ozy na przemian z rynnami. Obniżenia dna rynien wypełnione są często przez długie, wąskie i głębokie jeziora, zwane rynnowymi.
Rynny jeziorne występują najczęściej w strefie pagórkowatej czołowo-morenowej, lecz spotyka się je również na wysoczyźnie morenowej i na sandrach. Ich przebieg jest mniej więcej prostopadły do wałów moreny czołowej. Czasem rynna urywa się w miejscu gdzie biegło niegdyś czoło lodowca, a wypływające z niej wody usypały tam przed czołem pokrywę sandrową. 
Rynny polodowcowe są powszechne w północnej i środkowej Polsce. Do jezior rynnowych należą m.in.: Jeziorak, Gopło, Wigry, Jeziora Raduńskie.